# Santiuste de Pedraza
Santiuste de Pedraza è un comune spagnolo di 95 abitanti situato nella comunità autonoma di Castiglia e León.